# Малиновский, Игорь Владимирович (биатлонист)
И́горь Влади́мирович Малино́вский (18 марта 1997, Мильково, Камчатская область — 16 июля 2022[…], Узон, Камчатский край) — российский биатлонист, участник Кубка мира, неоднократный чемпион мира и Европы среди юниоров. Мастер спорта России.

## Биография
Родился 18 марта 1997 года в селе Мильково Камчатской области. Начал заниматься биатлоном на Камчатке, с 17 лет представлял город Омск. Первый тренер — Юрий Григорьевич Котов, тренер в Омске — Жадгир Кагирович Махамбетов.

### Юниорская карьера
На крупных международных соревнованиях выступал с сезона 2015/2016. В юниорском Кубке IBU дебютировал на этапе в Ленцерхайде, в индивидуальной гонке занял четвёртое место, а во второй своей гонке, спринте, впервые поднялся на пьедестал, став серебряным призёром. На чемпионате мира среди юниоров 2016 года в Кейле-Грэдиштей выступал в категории «до 19 лет» и стал чемпионом в спринте, серебряным призёром в гонке преследования и эстафете и занял пятое место в индивидуальной гонке.
В сезоне 2016/2017 становился победителем этапов юниорского Кубка IBU в эстафете (Хохфильцен) и смешанной эстафете (Поклюка), в личных видах также поднимался на пьедестал в спринте в Поклюке. На чемпионате Европы среди юниоров 2017 года в Нове-Место стал чемпионом в индивидуальной гонке, отстреляв без промахов, а в спринте финишировал лишь 64-м. В этом же году на мировом юниорском чемпионате в Брезно среди 21-летних спортсменов завоевал три золотые медали — в спринте, гонке преследования и эстафете, а также стал 14-м в индивидуальной гонке.

### Взрослая карьера
В марте 2017 года дебютировал в Кубке IBU на этапе в Отепя, стал четвёртым в смешанной эстафете и 23-м в спринте. 16 марта 2018 года на этапе Кубка IBU в Ханты-Мансийске в спринте занял 26 место. В гонке преследования занял 4 место, пройдя 4 рубежа на 0.
В Кубке мира дебютировал 17 марта 2017 года, за день до своего 20-летия, в спринте на этапе в Хольменколлене (Осло), и занял 86-е место среди 107 участников.

## Личная жизнь
Увлекался полётами на вертолёте и занимался в лётном училище. Его отец тоже пилот вертолёта. Являлся студентом Сибирского государственного университета физической культуры и спорта.

### Гибель
16 июля 2022 года Малиновский погиб в результате крушения вертолёта на Камчатке. Обломки воздушного судна, управляемого спортсменом, были обнаружены возле вулкана Узон (13 километров южнее вулкана). С ним было ещё 2 пассажира, из них никто не выжил. Похоронен в родном селе.